# Mário de Moura
Mário Mendes de Moura (Lisboa, 27 de agosto de 1924 – 2 de novembro de 2022) foi um editor português.

## Biografia
Nascido em Lisboa a 27 de agosto de 1924, Mário de Moura foi engenheiro florestal de formação, mas esteve sempre ligado ao setor livreiro. O gosto pela edição foi-lhe transmitido pelo matemático e professor universitário Bento de Jesus Caraça, um resistente antifascista.
Mário de Moura publicou o seu primeiro livro aos 21 anos, intitulado "O Campismo na Vida Moderna". No entanto, a sua ligação ao Movimento de Unidade Democrática acabou por afastá-lo do setor livreiro português durante alguns anos. Por isso, emigrou para o Brasil onde trabalhou para o governo brasileiro no departamento de estatística. Em 1953, funda no Brasil a editora Andes, seguindo-se a Fundo de Cultura, a Páginas e a Vértice do Brasil. Editou o seu primeiro livro na editora Andes, aos 29 anos, intitulado "A Verdade Sobre a Guerra da Coreia".
Trabalhou no Brasil durante quase 40 anos, só regressando a Portugal na viragem para a década de 90, onde fundou a Pergaminho. Seguiram-se a Arte Plural, Gestão Plus, Bico de Pena, Quinto Selo, Vogais & Companhia e 4Estações. Em 2008, o Grupo BertrandCírculo adquiriu a Pergaminho e a Arte Plural a Mário de Moura.
Em 2014, para comemorar o seu 90º aniversário, Mário de Moura fundou a editora 4Estações.
Em setembro de 2021, publica "Na Poeira do Tempo", um livro de crónicas sobre a sua vida e sobre os anos como editor em várias editoras por diversos países.
Mário de Moura faleceu a 2 de novembro de 2022, aos 98 anos, após um incidente cardíaco súbito em sua casa. Teve um percurso no setor livreiro de quase 70 anos.